# Militärflugplatz Alpnach

i7
i11
i13
Der Militärflugplatz Alpnach (ICAO-Code LSMA) ist eine Helikopterbasis und ein ehemaliger Reduitflugplatz der Schweizer Luftwaffe  in Alpnach im Kanton Obwalden.

## Geschichte
Bereits 1929 bestand ein Landungsplatz Alpnach. Ab 1939 erfolgte ein Ausbau, zunächst zu einem Landungsplatz von 850 × 130 Meter. 1940 entstanden zwei Holzhangars und im September 1942 erfolgte die erstmalige militärische Belegung des Platzes durch die Fliegerabteilung 7.
Die erste Hartbelagspiste entstand 1943 zwischen der Eichistrasse und dem Alpnachersee. Sie hatte eine Länge von 875 Metern. Im Weiteren wurden acht Flugzeugunterstände vom Typ U-43 sowie diverse Bunker für das Kommando und die Munition erstellt. 
Die Piste wurde mehrmals verlängert: 1952 auf 1500 Meter und schliesslich 1959 auf 1950 Meter. Ab 1952 wurden Flugzeugkavernen in den Fels des angrenzenden Mueterschwanderbergs getrieben, in dem sich auch (weiter entfernt auf der Nidwaldner Seite) die ehemalige Artilleriefestung Mueterschwanderberg befindet. Im Jahr 1960 wurde die fertige Kavernenanlage offiziell der Direktion für Militärflugplätze übergeben. Seit 1958 operierten de Havilland DH.112 Venom ab Alpnach. Im Jahr 1973 wurden die Kavernen für die Hunter-Flugzeuge umgerüstet, 1979 erfolgte eine weitere Umrüstung für das Flugzeug F-5 „Tiger“. Mit der Armeereform XXI wurde der Flugbetrieb ab den Kavernen eingestellt.
Von 1947 bis 1994 war die Fliegerstaffel 19 in Alpnach stationiert. Am 20. Januar 1964 wurde die Helikopterbasis der Armee in Alpnach eröffnet.
Die Nationalstrasse N8 bei Alpnach wurde 1971 so gebaut, dass als  Notstartpiste verwendet werden konnte und mit temporären Rollwegen mit der Kaverne verbunden. 1978 und 1988 wurden mit Kampfflugzeugen der Typen Hunter und Tiger Starts durchgeführt, die Landungen erfolgten auf der normalen Piste.
1994 war der letzte Wiederholungskurs der Flugplatzabteilung 9 in Alpnach. Das letzte Kampfflugzeug des Typs Tiger F-5E startete am 23. September 1995 in Alpnach.
Alpnach wäre nach dem Stationierungskonzept von 2004 im Jahr 2007 geschlossen worden, die Obwaldner Regierung setzte sich jedoch erfolgreich für den Flugplatz ein. Im genehmigten Konzept von 2005 wurde Alpnach unbefristet weiter betrieben als Dienststelle des Flugplatzes Emmen. 2008 wurde der Flugplatz zum eigenständigen Flugplatzkommando Alpnach, dem seither auch der Militärflugplatz Dübendorf unterstellt ist. Im Mai 2012 starteten Sanierungsarbeiten an den Hallen 2 und 3 sowie der Neubau für die Einstellhalle 4.

## Militärische Nutzung
Auf dem Militärflugplatz Alpnach befindet sich die logistische Hauptbasis der Helikopter der Schweizer Armee. Von Alpnach aus koordiniert die Einsatzstelle Lufttransporte die Einsätze. Eingesetzt werden Helikopter der Typen Aérospatiale AS332M1 Super Puma, Eurocopter AS532UL Cougar Mk1 und Eurocopter EC 635.

## Weitere Nutzung
Die RUAG Schweiz AG betreibt auf dem Flugplatz einen Standort zur Wartung von zivilen und militärischen Helikoptern. Das Flugplatzgelände dient zu diversen weiteren Nutzungen. Die Rollbahnen dürfen ausserhalb der Betriebszeiten des Flugplatzes benutzt werden, beispielsweise durch Inlineskater. Eine Modellfluggruppe nutzt die südliche Hälfte des Flugplatzes.